# Mosquée de Muhammed
La Mosquée de Muhammed à Bakou (en azéri : Məhəmməd məscidi) ou mosquée Sinikgala (tour cassée), a été construite en 1078 par le maître Muhammed ibn Abu Bekr. C’est le premier édifice sur le territoire de l’Azerbaïdjan lié à l’Islam, sur lequel est inscrit la date de sa construction. La mosquée a reçu son deuxième nom -Tour cassée- après les événements de 1723, quand l’escadre militaire de l’armée russe composée de 15 bateaux et dirigée par l’amiral Matiuchkin, s’est approchée de la ville par la mer et a demandé sa reddition. Les russes ont bombardé la ville à la réponse négative du khan et l’une des bombes a endommagé le minaret. Au même moment, un vent violent s’est levé et a emporté la flotte russe au large. La population de la ville a interprété cela comme un châtiment infligé aux envahisseurs. Dès lors et jusqu’au milieu du XIXe siècle, le minaret de la mosquée est resté en l'état, comme symbole de fermeté et de courage,.

## Architecture
Une inscription arabe conservée à côté de la porte sur le mur nord de la mosquée dit qu’elle est construite par le maître-raïs Muhammed, fils d’Abu-Bekr en 471 Hidjra (1078/79). Le constructeur était non seulement maître-ingénieur, mais aussi raïs, chef de la guilde des artisans.
Le minaret jouxte la mosquée, construite à la place et selon le même plan qu'un édifice plus ancien. Le minaret, construit en pierres soigneusement taillées, est trapu à sa base et aminci vers le sommet jusqu'à la coupole. Au-dessous d'un petit balcon de pierre taillée pour le muezzin, est gravée une inscription du coran en arabe. On accède à la coupole par un escalier en colimaçon.